# Il compagno P.
Il compagno P. (Она защищает Родину) è un film del 1943 diretto da Fridrich Markovič Ėrmler.